# كاميرا صوتية
الْكَامِيرَا الصَّوْتِيَّةُ هِيَ جِهَازُ تَصْوِيرٍ يُسْتَخْدَمُ لِتَحْدِيدِ مَصَادِرِ الصَّوْتِ وَتَوْصِيفِهَا. يَتَكَوَّنُ مِنْ مَجْمُوعَةٍ مِنْ الْمِيكْرُوفُونَاتِ، تُسَمَّى أَيْضًا مَصْفُوفَةَ الْمَيْكْرُوفُونْ، وَالَّتِي يَتِمُّ مِنْ خِلَالِهَا جَمْعُ الْإِشَارَاتِ وَمُعَالَجَتُهَا فِي وَقْتٍ وَاحِدٍ لِتَشْكِيلِ تَمْثِيلٍ لِمَوْقِعِ مَصَادِرِ الصَّوْتِ.

## المصطلح
ظهر مصطلح الكاميرا الصوتية لأول مرة في نهاية القرن التاسع عشر: كان عالم فيزيولوجي، جي آر إيوالد، يبحث في وظيفة الأذن الداخلية وقدم تشابهًا في الدراسة مع إيرنست كلادني، وهو جهاز تمكن من رؤية أوضاع اهتزاز اللوحة بصريًا. أطلق على هذا الجهاز اسم الكاميرا الصوتية. تم استخدام المصطلح بعد ذلك على نطاق واسع خلال القرن العشرين لتعيين أنواع مختلفة من الأجهزة الصوتية، مثل أنظمة تحديد المواقع تحت الماء، أو الأنظمة النشطة المستخدمة في الطب. يحدد في الوقت الحاضر أي مجموعة محول طاقة تستخدم لتحديد مصادر الصوت (الوسيط هو الهواء عادة)، خاصةً عند اقترانه بكاميرا بصرية.

## التقنية

### المبادئ العامة
تتكون الكاميرا الصوتية عمومًا من مجموعة ميكروفونات وكاميرا بصرية اختياريًا. يتم الحصول على الميكروفونات - التناظرية أو الرقمية - في وقت واحد أو مع تأخيرات زمنية نسبية معروفة لتتمكن من استخدام فرق الطور بين الإشارات. نظرًا لانتشار الصوت في الوسط (الهواء والماء..) بسرعة محدودة ومعروفة، يتم إدراك مصدر الصوت بواسطة الميكروفونات في لحظات زمنية مختلفة وبكثافة صوت مختلفة تعتمد على موقع مصدر الصوت وموقع الميكروفون. تتمثل إحدى الطرق الشائعة للحصول على صورة صوتية من قياس الميكروفون في استخدام تكوين الحزمة : من خلال تأخير كل إشارة ميكروفون نسبيًا وإضافتها، تأتي الإشارة من اتجاه معين{\displaystyle \left(\theta _{0},\phi _{0}\right)} يتم تضخيمه بينما يتمُّ إلغاء الإشارات القادمة من اتجاهات أخرى. يتم بعد ذلك حساب قوة هذه الإشارة الناتجة والإبلاغ عنها على خريطة الطاقة عند البكسل المقابل للاتجاه{\displaystyle \left(\theta _{0},\phi _{0}\right)}. يتم تكرار العملية في كل اتجاه حيث يجب حساب الطاقة.
في حين أن هذه الطريقة لها العديد من المزايا - المتانة، وسهلة الفهم، وقابلة للتوازي بدرجة كبيرة لأن كل اتجاه يمكن حسابه بشكل مستقل، ومتعدد الاستخدامات (توجد العديد من أنواع محولات الشعاع لتشمل أنواعًا مختلفة من الفرضيات)، سريعًا نسبيًا - لها أيضًا بعض العيوب: تحتوي الخريطة الصوتية على مصنوعات (تسمى أيضًا الفصوص الجانبية أو مصادر الأشباح) وهي لا تمثل مصادر صوت مرتبطة بشكل صحيح. تم تقديم طرق مختلفة لتقليل المصنوعات اليدوية مثل داماس، أو لمراعاة المصادر المرتبطة مثل كلين-سي إس، كلاهما بسعر تكلفة حسابية أعلى.
عندما تكون مصادر الصوت بالقرب من الكاميرا الصوتية، فإن الكثافة النسبية التي تدركها الميكروفونات المختلفة وكذلك الموجات التي لم تعد تُرى على أنها مستوية ولكن كروية بواسطة الكاميرا الصوتية تضيف معلومات جديدة مقارنة بحالة المصادر التي تكون بعيدة عن الكاميرا. إنها تمكن من استخدام طرق أكثر فعالية مثل التصوير ثلاثي الأبعاد الصوتي.

#### إعادة طرح
يمكن إعادة طرح نتائج تشكيل الحزمة في المجال البعيد على الأسطح المستوية أو غير المستوية.

##### ثنائي الأبعاد
تستخدم بعض الكاميرات الصوتية الخرائط الصوتية ثنائية الأبعاد، والتي تستخدم مصفوفة ميكروفون أحادية الاتجاه (على سبيل المثال، مستطيل من الميكروفونات، تواجه جميعها نفس الاتجاه). يعمل التعيين الصوتي ثنائي الأبعاد بشكل أفضل عندما يكون السطح المراد فحصه مستويًا ويمكن إعداد الكاميرا الصوتية في مواجهة السطح بشكل عمودي. ومع ذلك، فإن أسطح الأشياء الواقعية ليست مسطحة في كثير من الأحيان، وليس من الممكن دائمًا وضع الكاميرا الصوتية على النحو الأمثل.
بالإضافة إلى ذلك، تقدم الطريقة ثنائية الأبعاد لرسم الخرائط الصوتية خطأ في حسابات شدة الصوت عند نقطة ما. يقترب التعيين ثنائي الأبعاد من الأسطح ثلاثية الأبعاد في مستوى، مما يسمح بحساب المسافة بين كل ميكروفون ونقطة التركيز بسهولة نسبيًا. ومع ذلك، فإن هذا التقريب يتجاهل فروق المسافة التي تسببها الأسطح ذات الأعماق المختلفة في نقاط مختلفة. في معظم تطبيقات الكاميرا الصوتية، يكون هذا الخطأ صغيرًا بدرجة كافية ليتم تجاهله ومع ذلك، في الأماكن الضيقة، يصبح الخطأ كبيرًا.

##### ثلاثي الأبعاد
تعمل الكاميرات الصوتية ثلاثية الأبعاد على إصلاح أخطاء الكاميرات ثنائية الأبعاد من خلال مراعاة أعماق السطح، وبالتالي قياس المسافات بين الميكروفون وكل نقطة مكانية بشكل صحيح. تنتج هذه الكاميرات صورة أكثر دقة، ولكنها تتطلب نموذجًا ثلاثي الأبعاد للكائن أو الفضاء الذي يتم تحليله. بالإضافة إلى ذلك، إذا التقطت الكاميرا الصوتية الصوت من نقطة في الفضاء ليست جزءًا من النموذج، فقد يتم تعيين الصوت إلى مساحة عشوائية في النموذج، أو قد لا يظهر الصوت على الإطلاق. يمكن أيضًا استخدام الكاميرات الصوتية ثلاثية الأبعاد لتحليل الأماكن الضيقة، مثل التصميمات الداخلية للغرفة ؛ ومع ذلك، من أجل القيام بذلك، يلزم وجود مصفوفة ميكروفون متعددة الاتجاهات (على سبيل المثال، مجال من الميكروفونات، يواجه كل منها اتجاهًا مختلفًا). هذا بالإضافة إلى المطلب الأول لامتلاك نموذج ثلاثي الأبعاد.

## التطبيقات
هناك العديد من تطبيقات الكاميرا الصوتية، معظمها يركز على تقليل الضوضاء. تُستخدم الكاميرا كثيرًا لتحسين انبعاث ضوضاء المركبات (مثل السيارات والطائرات، والقطارات والهياكل - مثل توربينات الرياح، وعمليات الآلات الثقيلة مثل التعدين، أو الحفر.
لا تُستخدم الكاميرات الصوتية لقياس الانبعاث الخارجي للمنتجات فحسب، بل تُستخدم أيضًا لتحسين الراحة داخل كبائن السيارات، والقطار أو الطائرات. يُفضل استخدام الكاميرات الصوتية الكروية في هذا النوع من التطبيقات لأن الموضع ثلاثي الأبعاد للميكروفون يسمح بتحديد مصادر الصوت في جميع الاتجاهات.
يمكن استكشاف الأعطال التي تحدث في الآلات والأجزاء الميكانيكية وإصلاحها باستخدام الكاميرا الصوتية. لمعرفة أين تكمن المشكلة، يمكن مقارنة رسم الخرائط الصوتية لآلة تعمل بشكل صحيح بآلة مختلة وظيفيًا. يمكن استخدام إعداد مماثل للكاميرا الصوتية لدراسة الضوضاء داخل عربات الركاب أثناء تشغيل القطار. بدلاً من ذلك، يمكن إعداد الكاميرا في الخارج، في منطقة قريبة من مسارات القطار، لمراقبة القطار أثناء مروره. يمكن أن يعطي هذا منظورًا آخر للضوضاء التي قد تُسمع داخل القطار. بالإضافة إلى ذلك، يمكن استخدام إعداد خارجي لفحص صرير عجلات القطار الناتج عن منحنى في المسارات.

## التحديات

### القوة الحسابية
تعتبر معالجة الإشارات المطلوبة بواسطة الكاميرا الصوتية عمليّة مكثفة للغاية وتحتاج إلى أجهزة قوية وذاكرة تخزين كبيرة. لهذا السبب، تتم معالجة الإشارات بشكل متكرر بعد تسجيل البيانات، مما قد يعيق أو يمنع استخدام الكاميرا في تحليل الأصوات التي تحدث فقط من حين لآخر أو في مواقع مختلفة. تميل الكاميرات التي تقوم بمعالجة الإشارات في الوقت الفعلي إلى أن تكون كبيرة ومكلفة. يمكن أن تساعد تحسينات الأجهزة ومعالجة الإشارات في التغلب على هذه الصعوبات. غالبًا ما تركز تحسينات معالجة الإشارة على تقليل التعقيد الحسابي ومتطلبات التخزين وعرض النطاق الترددي للذاكرة (معدل استهلاك البيانات).
تستخدم الآن شركة مصنعة واحدة على الأقل وهي شركة CAE Software and Systems GmbH، أجهزة FPGA قوية لحساب تشكيل الحزمة في الوقت الفعلي من 120 ميكروفونًا بمعدل 100 إطار / ثانية، مما يجعل من الممكن الآن تصور الأحداث العابرة، مثل الصوت القويّ من خلال الهياكل. يمكن التنقل بين مقاطع فيديو تشكيل الشعاع المسجلة إطارًا تلو الآخر.

## روابط خارجية
- http://blog.prosig.com/2010/03/15/comparison-between-sound-intensity-probes-and-acoustic-cameras/

روابط الشركة المصنعة
- https://www.cae-systems.de/ar/
- https://www.acoustic-camera-uk.com/
- https://www.sevenbel.com/ar
- https://www.sorama.eu/
- https://www.acoustic-camera.com/
- https://www.distran.ch/
- https://www.fluke.com/en-us/product/industrial-imaging/sonic-industrial-imager-ii900
- https://nlacoustics.com/
- https://web2.norsonic.com/product-cat/acoustic-camera/
- https://www.plm.automation.siemens.com/global/en/products/simcenter/simcenter-sound-camera.html
- http://www.signalinterface.com/index.html
- http://smins.co.kr/en/
- https://www.microflown.com/
- https://soundcam.com/
- https://www.adamsengg.com/norsonic-acoustic-camera/
- https://www.bksv.com/
- https://acsoft.co.uk/product/acoustic-camera/
- https://www.flir.com/products/si124/